# Владан Гюрица
Владан Гюрица (на албански: Vladan Gjurica) е албански военен деец от XV век, съветник на Скендербег.

## Биография
Смята се, че е роден в дебърското село Горица, чието име носи. Според Марин Барлети говори и албански и славянски. Гюрица е сред основните военни съветници на Скендербег. По време на Вайкалската битка през април 1465 година Гюрица е пленен, отведен в Цариград и одран жив.